# Blackburn Skua
Blackburn Skua – brytyjski pokładowy samolot myśliwsko-bombowy – bombowiec nurkujący i samolot rozpoznawczy. Produkowany w wytwórni Blackburn Aircraft w latach 1938–1940 w liczbie 190 sztuk.

## Historia rozwoju
Samolot miał być w założeniu uniwersalną maszyną pokładową, zastępującą samoloty myśliwskie, bombowce nurkujące i samoloty rozpoznawcze. Pierwotnie projekt nosił oznaczenie Blackburn B-24 i był pierwszym jednopłatowym samolotem zamówionym przez Royal Navy. Ostatecznie otrzymał nazwę Skua (wydrzyk).
9 lutego 1937 roku oblatano pierwszy prototyp (pilot A. M. Blake) a 6 czerwca 1937 drugi prototyp. Od 20 października 1937 do 8 listopada 1938 roku prowadzono testy 4 maszyn (K5179, L2867, L2868, L2888) w Doświadczalnym Ośrodku Lotnictwa i Uzbrojenia w Matlesham Heath. W grudniu 1938 roku prowadzono testy kwalifikacyjne na pokładzie lotniskowca HMS „Courageous”.
Pierwsze Skua napędzane były silnikiem Bristol Mercury IX o mocy 633 kW (862 KM).
28 sierpnia 1938 roku pierwsza maszyna seryjna opuściła wytwórnię. Samolot otrzymał oznaczenie Mk.II z powodu zmiany silnika na Bristol Perseus XII o mocy 664 kW (902 KM).

## Służba
W październiku 1938 pierwsze Blackburn Skua zostały przekazane na stan 800 dywizjonu FAA bazującego w Worth Down.
W kwietniu 1939 samoloty zostały przebazowane na lotniskowiec HMS Ark Royal.
Do wybuchu II wojny światowej Skua weszły na wyposażenie następujących jednostek:
- 800 Dywizjon FAA stacjonujący na HMS „Ark Royal”.
- 802 Dywizjon FAA stacjonujący na HMS „Glorious”.
- 803 Dywizjon FAA stacjonujący na HMS „Ark Royal”.

W kwietniu 1940 samoloty Skua otrzymał 806 Dywizjon przechodzący szkolenie w bazie Weastleigh. Jednostka ta w okresie późniejszym zaokrętowana została czasowo na lotniskowiec HMS Illustrious.

## Użycie bojowe
14 września 1939 roku trzy Skua bombardowały niemiecki okręt podwodny U-30, lecz nalot był całkowicie nieudany. Stracono dwie maszyny, uszkodzone wybuchami własnych bomb, wraz z załogami (piloci dostali się do niewoli).
26 września 1939 jedna z maszyn 803 Dywizjonu (HMS „Ark Royal”) zestrzeliła Dorniera Do 18 D-1 z 1/Ku.Fl.Gr.406. Było to pierwsze zwycięstwo lotnictwa FAA.
Wiosną 1940 roku 800 i 803 Dywizjon zostały przebazowane na lotnisko Hatston na Orkadach.
10 kwietnia 1940 szesnaście samolotów Skua z 800 i 803 Dywizjonów, startując z Hatston, zbombardowało norweski port Bergen, topiąc w fiordzie niemiecki krążownik lekki „Königsberg”. Tylko jeden samolot zaginął po drodze, a jeden został zestrzelony.
21 kwietnia 1940 roku maszyny z obu dywizjonów startujące z pokładu HMS „Ark Royal” bombardowały norweski port Narwik. Nalot zakończył się całkowitym fiaskiem i utratą wszystkich biorących w nim udział samolotów.
W nocy 13/14 czerwca 1940 roku 15 Skua z „Ark Royal” atakowało niemieckie pancerniki w Trondheim, uzyskując tylko jedno trafienie w „Scharnhorst”, lecz bomba nie wybuchła, a utracono 8 samolotów.
W czerwcu 1940 roku maszyny 801 Dywizjonu zostały przebazowane na lotnisko w Detling w celu osłony ewakuacji z Dunkierki.
800 i 803 Dywizjon przesunięte zostały na Morze Śródziemne.
We wrześniu 1940 samoloty z 800 Dywizjonu (HMS „Ark Royal”) zbombardowały w Dakarze francuski pancernik „Richelieu”.
Blackburn Skua zakończyły służbę bojową w jednostkach FAA w pierwszej połowie 1940 roku. Pozostałe maszyny przekazano do jednostek szkolnych. W 1940 i 1941 roku były jeszcze używane jako przewodniki myśliwców RAF-u transportowanych przez lotniskowce w celu wzmocnienia obrony Malty.
W oparciu o konstrukcję Skua opracowany pokładowy samolot myśliwski Blackburn Roc.

## Zachowane egzemplarze
Skua L2940 pilotowany przez R. Partridge'a, zestrzelony podczas ataku na Narwik, wydobyty w 1974 roku, obecnie eksponowany w Muzeum FAA w Yeovilton.